# Ellen Hørup
Ellen Gunhilde Hørup (født 29. december 1871 i København, død 25. marts 1953 på Frederiksberg) var en dansk journalist, forfatter og freds- og kvindesagsforkæmper.

## Familie og opvækst
Datter af viceskoleinspektør Emma Holmsted (1836-1923) og redaktør og politiker Viggo Hørup (1841-1902). Ellen var født i et politisk engageret og radikalt hjem. Hun er døbt den 20. maj 1872 i Vor Frue kirke, København.
I barndommen og ungdommen fortsatte moderen med at arbejde som viceskoleinspektør ved De forenede Kirkeskoler i Nørregade 37, København, hvor familien også boede da Ellen blev født. Faderen blev valgt til Folketinget i 1876 og grundlagde i 1884 Politiken sammen med Edvard Brandes og Hermann Meyer Bing.
Familien boede beskedent i indre København, og først da Ellen var voksen, fik de råd til et mindre landsted ved Brede. Ellens storebror Svend var psykisk svag, blev indlagt på Kommunehospitalets 6. afdeling og døde som 25 årig .

## Uddannelse
Ellen gik på N. Zahles Skole på trods af hendes radikale familiebaggrund. Formodentlig fordi moderen også havde været elev på skolen. Hun modtog privatundervisning og gik op til studentereksamen i 1890. Hun blev tandlæge, først i 1893 i Danmark og derefter i 1894 i Frankrig.  Ellen er kvindelig tandlæge nr. 5. i Danmark, men fik ingen stor karriere som tandlæge. I en sommerferie passede hun Hedda Hallagers Klinik på Vesterbrogade, og om det skriver hun:
| „ | Mine Patienter bestod væsentligt af Droskekuske og Bybude, jeg trak Tænder ud paa. Naar Tanden var ude, og jeg sagde, det kostede 2 Kroner, slog de i Bordet og sagde 1 er sgu nok. Og saa fik jeg 1. For hvad skulde jeg lille Splejs af et Pigebarn gøre i den Situation? - selv om jeg havde baade dansk og fransk Eksamen. | “ |
|   | — Ellen Hørup i Hedda Boers: Kvinden som Tandlæge. |   |

## Ægteskab
Den 10. september 1896 giftede hun sig som 25-årig med sagfører Vilhelm Henrik Nielsen (14. november 1869 i Kerteminde - 9.marts 1964 i København). Vilhelm fik gennem Ellen sin gang i det radikale hovedstadsmiljø og var mangeårig bestyrelsesmedlem af Politiken. Efter Ellens mors død i 1923 blev de skilt, og Ellen flyttede til Rom. 

## Livsstil
Først nogle år efter faderens død begyndte man at høre om Ellen i den offentlige debat. Hun sagde om sin far: 
| „ | Han vidste ikke, at jeg duede til at skrive eller til noget som helst andet, men han holdt af mig, og det var det vigtigste | “ |
|   | — Ellen Hørup. |   |

.
Ellen blev hurtigt kendt for sit emancipatoriske livsstil. Hun var:
| „ | den mest kvindelige unge Kvinde man kunde se for sine Øjne. Med det sødeste, mildeste Smil. Vi vidste ikke andet om hende, end at hun havde kørt på høj Velocipede paa Landevejen, og at hun røg Cigaretter, naar det passede hende. Maaske var det sandt, maaske var det Løgn. Men hvor det frydede os, og hvor det heppede os op! | “ |
|   | — (Edith Rode). |   |

## Politik
Ellen var meget engageret i freds- og kvindesagen og var medlem af flere grupper, men var aldrig medlem af politiske partier eller religiøse grupper. Hun var en del af græsrodsbevægelsen 50 år før ordet blev opfundet. Hun var meget involveret i Indiens uafhængighed og Mahatma Gandhis ikke-voldsbevægelse. Hun stiftede foreningen Indiens Venner og et tidsskrift af samme navn, der udkom 1930-38, og hun besøgte Gandhi i Indien vinteren 1929-30 og igen i 1930-31.  I 1931 skriver hun til Gandhi:
| „ | “Yes it would have been nice, if we could have met each other oftener. But I don’t complain. I went to most of your meetings, and I attended more than twenty times to the evening prayer. But I always felt, that I had no right to take your time…” “I am on my way back to Denmark, where I shall let my friends make me a member of the board of my paper Politiken. During this year I shall stay in Copenhagen and try to make the paper a little less yellow and a little more truthful. If I can do nothing, I must make “The Friends of India” larger and broader and leave the others alone”. | “ |
|   | — Ellen Hørups brev til Gandhi, 6. juni 1931 |   |

Hun var bestyrelsesmedlem af Politiken fra 1933-1949.
Ellen havde også stor interesse for børn og børns vilkår. Hun rettede en heftig kritik af den danske børneforsorg, og hun brugte egne midler til at oprette et børnehjem, der skulle drives efter humane, reformpædagogiske principper.

### Medlemskaber og poster
- 1933-1949: bestyrelsesmedlem af Politiken
- 1948 - : bestyrelsesmedlem af nystartede danske afdeling af Fédération Démocratique Internationales des Femmes, senere Danmarks Demokratiske Kvindeforbund

## Journalist
Hun var meget internationalt orienteret, talte og skrev fransk, tysk, engelsk, russisk og italiensk og var formentlig den eneste kvinde, der behandlede udenrigspolitik til danske aviser før Anden Verdenskrig. Fra 1927 skrev hun en lang række kronikker for Politiken. 
- 1910'erne: oversættelser, bl.a. for Politiken
- 1912 offentliggjorde hun sine første artikler i Tilskueren
- 1927 skrev første kronik til Politiken
- 1930-1938: udgav tidsskriftet Indiens Venner
- 1932- etablerede nyhedsbureauet Journal des Archives i Genève
- 1938-1940: udgav tidsskriftet Mennesket og Magten
- 1943-1950: udgav tidsskriftet Forældrebladet
- 1951: udgav tidsskriftet Tværtimod

## Idræt
Danmarks første kvindelige roer og racercyklist.  Hun stillede i 1888 op på Ordrupbanen, hvor hun dannede tandempar med Carl Ingeman-Petersen. 

## Død
Hun døde 81 år gammel, d. 25. marts 1953, på sin bopæl, Chr. Winthersvej 23, Frederiksberg og blev begravet på Gentofte Kirkegård den 30. marts, hvor hun ligger med sine forældre og broren – Svend Hørup (1870-1895)